# Хортокопи
Хортокопи (грч. Χορτοκόπι) је насељено место у  општини Кушница у периферији Источна Македонија и Тракија, Грчка. Према попису из 2021. године било је 335 становника.
Насеље је подигнуто шездесетих година 20. века за мештане суседног села Дреново (Ано Хортокопи). Први пут се помиње на попису из 1971. година са 393 становника.